# Loire-Nieuport LN 401
Il Loire-Nieuport LN-401 era un bombardiere in picchiata monomotore con configurazione ad ala di gabbiano rovesciata ad uso navale prodotto dal consorzio statale francese Société nationale des constructions aéronautiques de l'ouest (SNCAO) negli anni quaranta.
Costruito in 15 esemplari, era la versione di serie imbarcata basata sull'originario Nieuport Ni-140, il cui sviluppo venne prima abbandonato e poi ripreso nel prototipo Loire-Nieuport LN-40, ed adottata dall'Aéronautique navale, la componente aerea della Marine nationale francese.

## Storia
Nei primi anni trenta la Nieuport cominciò a manifestare interesse verso le possibilità tattiche offerte dal bombardamento in picchiata per la maggior precisione offerta da un bombardiere di tale tipo nell'ambito di un conflitto aeronavale.
Dopo la realizzazione, nel 1935, del Nieuport Ni-140 restato però a livello di prototipo ed accantonato per problemi di gioventù, il gruppo di progettazione che faceva capo all'ingegner Pillon riprese l'idea un anno più tardi e, convinti della bontà del progetto, vollero riproporre un velivolo che si sviluppava, migliorandolo, dal progetto originale.

### Sviluppo
La designazione aziendale era nuovamente mutata in Loire-Nieuport a seguito della nazionalizzazione avviata in Francia dalla metà degli anni trenta e che determinò l'instaurazione di consorzi statali ma l'ufficio di progettazione dopo l'uscita di Gustave Delage era rimasto sostanzialmente lo stesso.
Il nuovo progetto, designato Loire-Nieuport LN-40, riprendeva l'impostazione generale del precedente Ni-140, caratterizzato dall'ala a gabbiano rovesciata posizionata bassa, adottando però una nuova fusoliera con abitacolo monoposto derivata dal caccia sperimentale Ni-161, un nuovo carrello d'atterraggio semiretrattile ed un nuovo sistema di sgancio della bomba che, grazie ad un castello tubolare, veniva allontanata dalla parte inferiore scongiurando l'interferenza con il disco dell'elica. Anche in questo caso, come nel precedente Ni-140, l'aspetto e le soluzioni tecniche risultarono molto simili a quelle adottate sullo Ju 87 Stuka, somiglianze che basteranno alla direzione commerciale della Junkers per segnalare alle autorità tedesche l'accusa verso Pillon di spionaggio durante l'occupazione tedesca nel corso della seconda guerra mondiale.
La costruzione del prototipo, avviata nel 1936 negli stabilimenti di Issy-les-Moulineaux, si concretizzò in poco più di un anno quindi, dopo le prove statiche, venne portato in volo per la prima volta nel giugno 1938 dall'aeroporto di Vélizy-Villacoublay ai comandi del pilota collaudatore SNCAO Pierre Nadot. Le prime prove in volo rivelarono un'ancora difficoltoso controllo di stabilità per cui venne deciso di porvi rimedio adottando un nuovo impennaggio cruciforme che, oltre alla deriva originale, ne integrava altre due, di minori dimensioni, posizionate sui piani orizzontali. Le prove ufficiali ebbero inizio il successivo settembre, dopo l'aggiornamento tecnico del prototipo, protrattesi in novembre presso il centro prove della Marine nationale situato a Saint Raphael dove venne testato in condizioni di picchiata.

#### I modelli definitivi
Il modello era stato preventivamente ordinato in altri sei esemplari dalla Marine nationale i quali, dopo le modifiche introdotte, sono stati ridesignati LN-401. I buoni risultati in sede di prove convinsero la marina ad emettere, nel febbraio 1939, un ulteriore ordine per 36 apparecchi i quali cominciarono ad essere consegnati dalla metà dell'anno. Nello stesso periodo anche l'Armée de l'air manifestò interesse per il modello, riconoscendone l'efficacia per avere incontrato lo Stuka come avversario del gruppo di spedizione francese, l'Escuadrilla España, parte della Escuadrilla Internacional integrata nella Fuerzas Aéreas de la República Española, impiegato dalla Legione Condor durante la Guerra di Spagna. Ne venne perciò richiesta una variante, che assunse la designazione LN-411, dove si eliminava l'ala ripiegabile, non più necessaria, ed il sistema di sgancio della bomba sostituito da un semplice attacco.

### Impiego operativo
Nel novembre 1939 vennero consegnati i primi 16 esemplari, iniziando dalla escadrille AB1, la quale dopo l'iniziale coinvolgimento della Francia nella seconda guerra mondiale venne riequipaggiato con i Vought V-156-F, gli statunitensi SB2U Vindicator modificati sulle specifiche della Marine nationale. Gli esemplari vennero quindi trasferiti alle escadrille AB2 e AB4 ed impiegati inizialmente nel controllo del territorio costiero. Gli LN-401 era previsto fossero assegnati alla portaerei Béarn, in sostituzione dell'oramai anziano aerosilurante/bombardiere biplano Levasseur PL 7  che la equipaggiava da circa un decennio, ma in realtà non furono mai destinati all'unità navale venendo utilizzati solamente dalle basi costiere a terra.
Il protrarsi della situazione di stallo durante la finta guerra consigliò l'equipaggiamento da parte della AB4 con la variante terrestre destinata all'aeronautica militare, l'LN-411, spostando gli esemplari in suo possesso tra l'escadrille AB2, la base aeronavale di Lanvéoc-Poulmic ed un reparti di riservisti che presidiava l'aeroporto di Cherbourg-Maupertus.
I primi scontri si ebbero in occasione dell'inizio della Campagna di Francia. Il 15 maggio 1940 una squadriglia di nove bombardieri tra V-156-F e LN-401 vennero inviati a supporto delle truppe dei Paesi Bassi, attaccando con successo le truppe tedesche sull'isola di Walcheren e bombardando il nemico senza subire perdite. La situazione favorevole iniziale si protrasse solo pochi giorni fino a che non ci fu uno scontro diretto con i reparti contraerei e la caccia della Luftwaffe. In occasione dell'avanzata tedesca che aveva raggiunto, solo cinque giorni più tardi, il fiume Oise, i velivoli francesi vennero inviati a distruggere i ponti per ritardare l'avanzata dei carri armati della 7. Panzer-Division. Benché la presenza della FlaK tedesca risultava una minaccia, probabilmente per la somiglianza con lo Stuka, la reazione non fu immediata permettendo al gruppo di centrare un ponte ma, anche per la presenza dei Messerschmitt Bf 109 che assicuravano la copertura aerea della zona, le perdite si attestarono su 5 V-156-F ed un LN-401. Successivamente gli esemplari basati a Hyères vennero impiegati anche verso obiettivi italiani come nell'attacco a Genova del 14 giugno dove fornirono supporto aereo alle unità della Marine nationale.
Con l'instaurazione del Regime di Vichy a seguito dell'armistizio firmato con i tedeschi, gli esemplari sopravvissuti vennero presi in carico dalla neofondata Armée de l'air de l'armistice, quindi messi a terra e, tranne quelli probabilmente sequestrati dalle autorità militari tedesche, trasferiti a Biserta nelle strutture dell'aeroporto ed idroscalo di Karouba, in Tunisia. A seguito delle vicende belliche nell'ambito dell'Operazione Torch il deposito dove erano stivati i velivoli venne distrutto.

## Utilizzatori
Francia
- Aéronautique navale

 Francia di Vichy
- Armée de l'air de l'armistice

## Velivoli comparabili
Germania
- Junkers Ju 87 Stuka